# کادیلاک وی-۱۶

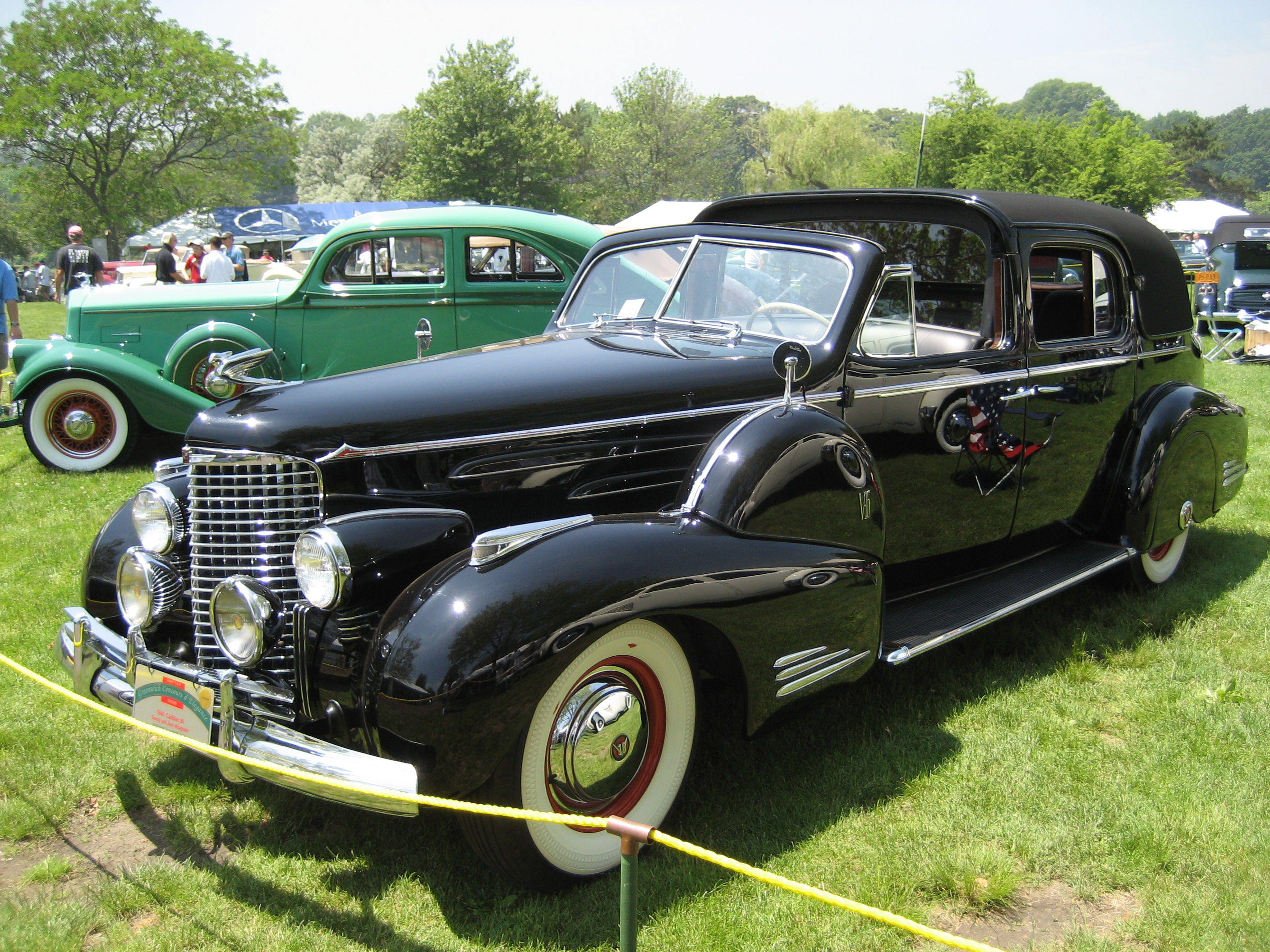
کادیلاک ۹۰، مدل سال ۱۹۴۰

کادیلاک وی-۱۶ (به انگلیسی: Cadillac V-16) خودرویی است که در سال‌های ۱۹۳۰ تا ۱۹۴۰ میلادی تعدادِ ۲۰۰۳ دستگاه از آن تولید شده است.